# 福松布罗内
福松布罗内（義大利語：Fossombrone），是意大利佩萨罗-乌尔比诺省的一个市镇。总面积106.68平方公里，人口9827人，人口密度92.1人/平方公里（2008年）。ISTAT代码为041015。